# Замок Вайт
Замок Вайт (англ. Castle White House) — Білий замок, замок Білий Дім — один із замків Ірландії, розташований в графстві Корк, недалеко від міста Корк. Нині перетворений на ширарний готель.

## Історія замку Вайт
Замок Вайт являє собою двоповерховий особняк з двошаровими масивними флангами-крилами на східному і західному крилах особняка, що створюють враження оборонної споруди. Побудований в 1820 році на місці давньої оборонної споруди — збереглися залишки давніх стін. Особняк має двоповерховий нахилений дах на північній та південній стороні особняку. Є оригінальні димоходи та чавунні водостоки. Є низка оригінальних архітектурних рішень, що робить цю споруду пам'яткою історії та архітектури Ірландії. Замок являє собою красивий будинок, що розташований в районі, якій багатий на пам'ятки історії та архітектури і становить інтерес для туристів.